# Osman Sow
Osman Sow, född 22 april 1990 i Farsta, är en svensk fotbollsspelare som spelar för Sukhothai. Osman Sow har tidigare spelat i bland annat Heart of Midlothian, Crystal Palace, Syrianska och FC Dacia Chișinău.

## Karriär
Den 1 februari 2019 värvades Sow av Dundee United. I september 2019 lånades han ut till Kilmarnock. I januari 2020 återvände Sow till Dundee United då låneavtalet löpte ut. I oktober 2020 värvades Sow av rivalen Dundee FC, där han skrev på ett ettårskontrakt.
I juli 2021 blev Sow klar för spel i thailändska Sukhothai.